# Siirt Spor Kulübü
Il Siirt Spor Kulübü è una società calcistica con sede a Siirt in Turchia.
Fondato nel 1969, il club nel 2013-2014 milita nella TFF 3. Lig.
Il club gioca le gare casalinghe al Siirt Atatürk Stadi, di 7.000 persone.
Colori giallo-blu.

## Statistiche
- Süper Lig: 2000-2001
- TFF 1. Lig: 1985-1998, 1999-2000, 2001-2002
- TFF 2. Lig: 1998-1999, 2002-2007
- TFF 3. Lig: 1984-1985, 2007-

## Palmarès

### Competizioni nazionali
- TFF 3. Lig: 2

1984-1985, 1998-1999